# 다이니스 쿨라
다이니스 쿨라(라트비아어: Dainis Kūla, 러시아어: Дайнис Элмарович Кула 다이니스 옐마로비치 쿨라[*], 1959년 4월 28일 ~ )는 소련과 라트비아의 창던지기 선수이다.
투쿰스에서 태어나서 벤츠필스에서 자란 쿨라는 1980년대 초반에 최고의 소련 창던지기 선수들의 중의 하나로 야니스 루시스의 은퇴 이후에 남자 창던지기에서 지속적으로 소련-라트비아의 우월을 보였다.
1980년 모스크바 올림픽이 열리기 1달 전에 92.06m의 개인 전력을 던져, 올림픽에서 메달 후보로 숙고되었으나 그해 봄에 96.72m의 세계 기록을 세운 파라기 페렌츠 만큼 금메달 후보로 보이지 않았다. 올림픽 결승전에서 파라기는 79.52m 만을 던져 10위에 머물고, 쿨라는 91.20m를 던져 금메달을 획득하였다.
올림픽 금메달 외에 쿨라는 1981년과 1983년 하계 유니버시아드, 1981년의 월드컵을 우승하고, 1983년 세계 육상 선수권 대회에서 동메달을 획득하였다.
소련의 몰락 후, 1993년 세계 육상 선수권 대회에서 새롭게 독립한 라트비아를 대표한 쿨라는 출전 라운드에서 통과하지 못하였다.
스포츠 경력을 마친 후, 성공적인 비지니스맨이 되었다. 현재 벤츠필스에서는 그의 명예를 딴 해마다의 창던지기 대회가 열리고 있다.